# Hohenleipisch
Hohenleipisch (em baixo sorábio: Lubuš) é um município da Alemanha, situado no distrito de Elbe-Elster, no estado de Brandemburgo. Tem 34,81 km² de área, e sua população em 2019 foi estimada em 1.986 habitantes.